# Liste der Monuments historiques in Les Epesses
Die Liste der Monuments historiques in Les Epesses führt die Monuments historiques in der französischen Gemeinde Les Epesses auf.

## Liste der Bauwerke
| Bezeichnung                    | Beschreibung | Standort | Kennzeichnung | Schutzstatus | Datum     | Bild           |
| ------------------------------ | ------------ | -------- | ------------- | ------------ | --------- | -------------- |
| Kapelle St-Jean-Baptiste       |              | (Lage)   | PA00110088    | Inscrit      | 1965      | weitere Bilder |
| Château du Puy du Fou          |              | (Lage)   | PA00110089    | Classé       | 1974 1986 | weitere Bilder |
| Kirche Notre Dame-des-Collines |              | (Lage)   | PA00110090    | Classé       | 1991      |                |